# Jean Sénac
Jean Sénac (ur. 29 listopada 1926 w Bani Saf, zm. 30 sierpnia 1973 w Algierze) – algierski poeta i działacz Frontu Wyzwolenia Narodowego, pochodzenia francuskiego. Tworzył w języku francuskim.

## Życiorys
Rodzina jego matki miała katalońsko-francuskie pochodzenie, przyszłego poetę wychowywał razem z matką ojczym, zaś jego biologiczny ojciec pozostał nieznany. Poeta, a po nim jego biografowie sugerowali, że jego ojciec mógł być Cyganem. Pierwsze wiersze Sénac napisał w wieku piętnastu lat. Ukończył szkołę podstawową w ubogiej dzielnicy Oranu, następnie podjął naukę w szkole średniej, lecz nie ukończył jej z powodu trudnej sytuacji materialnej. Był nauczycielem w Mascarze, zaś w latach 1944-1946 służył w wojsku. W tym czasie poznawał  literaturę francuską - twórczość Paula Verlaine'a, Alberta Camusa, André Gide'a, Paula Éluarda, Edmonda Bruna, Roberta Randau. W 1946 był współtwórcą koła literackiego Lélian. W 1949 zatrudnił się jako redaktor w radiu Algier. W latach 1950–1952 razem z grupą innych poetów wydawał francuskojęzyczne pismo literackie "Słońce", które ostatecznie zbankrutowało.
W 1950 Sénac pierwszy raz wyjechał do Francji, gdzie spotkał poetę Renégo Chara, którego twórczość była odtąd dla niego inspiracją i wzorem. Na początku lat 50. Sénac zaczął również żywo interesować się polityką, w grudniu 1950 opublikował pierwszy wiersz patriotyczny zatytułowany Poranna pieśń mojego ludu. W 1953 współtworzył w Algierze nowe pismo literackie "Tarasy", którego celem miało być tworzenie nowoczesnej kultury algierskiej. Nawiązał również kontakt z algierskim ruchem niepodległościowym, zaś w 1954 wstąpił do Frontu Wyzwolenia Narodowego. Następnie wyjechał do Francji, gdzie starał się pozyskiwać poparcie dla idei niepodległości Algierii. Wzywał Francuzów algierskich do poparcia dążeń niepodległościowych Arabów i Berberów, zerwania z kolonializmem i budowy sprawiedliwej, otwartej i tolerancyjnej Algierii. Dla sprawy algierskiej starał się pozyskać Alberta Camusa, a gdy te wysiłki zakończyły się niepowodzeniem - zerwał z nim znajomość.
W 1962 Jean Sénac wrócił do niepodległej już Algierii i został zatrudniony w ministerstwie edukacji narodowej. Zajmował się ponowną organizacją biblioteki uniwersyteckiej w Algierze, której zbiory zostały zniszczone przez Organizację Tajnej Armii. W 1963 utworzył Związek Pisarzy Algierskich i przez cztery lata był jego sekretarzem. Ponadto w latach 1963-1965 pracował w algierskim radiu, prowadząc emisje "Poeta w mieście" i "Poezja na wszystkich frontach", w których zajmował się krytyką literacką, przedstawiał młodych utalentowanych twórców. W 1966 odwiedził Związek Radziecki, gdzie nawiązał znajomość z Jewgienijem Jewtuszenką.
Twórczość Sénaka coraz bardziej oddalała się od oficjalnej propagandy państwa algierskiego, przez co w 1967 został usunięty ze Związku Pisarzy Algierskich i pozbawiony pracy w radiu. Pozbawiony środków do życia, mimo wszystko nie chciał opuścić Algierii, wierząc, że jest tam bardziej potrzebny, niż we Francji. Od 1969 mieszkał w Algierze w piwnicy i utrzymywał się tylko dzięki pomocy przyjaciół. Utrzymywał kontakty z młodymi poetami, udzielał im rad, zaś w 1971 wydał antologię ich tekstów. W 1973 został zamordowany. Okoliczności tego wydarzenia nigdy nie zostały w pełni wyjaśnione; oficjalnie poinformowano, że poeta padł ofiarą napadu rabunkowego.
Jean Sénac był homoseksualistą i otwarcie przyznawał się do swojej orientacji.

## Twórczość
Jean Sénac pisał wiersze w ojczystym języku francuskim, twierdził jednak, że prawdziwa literatura algierska pisana jest po arabsku lub berbersku. Uważał siebie za twórcę okresu przejściowego, tego, w którym piśmiennictwo algierskie jeszcze się nie rozwinęło, konieczne było zatem, by w innym języku oddawać kulturę miejscowej ludności. Jego postawę twórczą i życiową charakteryzował optymizm, radość, zachwyt nad światem, ufność wobec ludzi, łatwość nawiązywania przyjaźni, odwaga. Wiary w dobroć człowieka nie tracił nawet pod wpływem kolejnych rozczarowań życiowych. Był dumny ze swojego talentu literackiego i uważał go za boski dar.
Początkowo Sénac publikował wiersze na łamach prasy; tworzył szybko i z dużą łatwością. Jego pierwszy tom poezji, zatytułowany Wiersze, wydany został w 1954 w Paryżu. Następnie wydał kolejne tomy:
- Słońce pod bronią, 1957
- Poranna pieśń mojego ludu, 1961
- Radość, 1962
- Poezja, 1962
- Bohaterom czystym, 1963
- Róża i pokrzywa, 1964
- Obywatele piękna, 1967
- Wiersze, 1968
- Dywan litery nun, 1968
- Avant-Corps, 1968
- Zamieszki, 1972[2].

We wczesnej twórczości Sénac poruszał problemy prawdy o człowieku, swojej tożsamości i sensu swojego życia. Na przełomie lat 50. i 60. XX wieku wielką inspiracją stała się dla niego twórczość Walta Whitmana. Tworzył również poezję polityczną, pisząc o walce o wolny i sprawiedliwy kraj Algierczyków. Gdy Algieria stała się krajem niepodległym, w odróżnieniu od poetów algierskich nie chciał poruszać tematów zakończonej walki o niepodległość i jej ofiar, lecz zaczął tworzyć realistyczne wiersze dotyczące aktualnych problemów społecznych. Zapowiadał, że przyszłe pokolenia mieszkańców Algierii będą wolne i szczęśliwe, równocześnie jednak krytykował władze niepodległego kraju, zarzucał im niepodejmowanie starań na rzecz walki z nędzą i niesprawiedliwością oraz korupcję. Od 1962 poeta bardzo interesował się również klasyczną i współczesną poezją arabską, uczył się języka arabskiego. Jego styl stał się bardziej ekspresyjny, z wierszy arabskich zapożyczał całe obrazy poetyckie, zwłaszcza wyidealizowane obrazy przyrody.